# Alegorija
Alegorija (grč. drugo govoriti) je način prenesenog izražavanja u kojemu se metaforičko ili preneseno značenje ostvaruje u cijeloj slici ili cijeloj radnji; katkada i u cijeloj pjesmi. 
Termin alegorija je proširio svoje značenje zahvaljujući ALEGOREZI. Ako se određeni tekst može tumačiti tako da se značenje njegovih rečenica u cjelini u svim pojedinostima svjesno prenosi na posve različit niz pojava o kojima u tekstu samom nema spomena, a upravo u tom prenesenom značenju vidi se pravi smisao teksta, onda alegorija dobiva mnogo šire značenje od metafore, a to novo značenje dovodi je u blizinu pojmova simbola i parabole. Alegorijom i simbolom označava se nešto čiji smisao ne leži u njegovoj pojavnosti, njegovom obliku, odnosno njegovim riječima, nego u značenju koje se nalazi izvan njega. "Umjesto onoga što se zapravo misli reći kazuje se nešto drugo, nešto opipljivije, ali tako da se ipak može razumjeti što je to drugo." (Hans-Georg Gadamer)

## Primjeri
Alegorija pokazuje općenito i pojmovno u pojedinom, npr. ljubav prikazuje u liku Amora, dječaka sa strijelom; pravdu u liku djevojke zavezanih očiju, s vagom i mačem u rukama. Alegoriju se često definira kao produženu metaforu. To znači da alegorija nastaje kada se metafora proteže kroz cijelu misao, tj. kroz sve dijelove izreke. Osnovna značajka alegorije, da ne mijenja značenje riječi nego samo predmet pjesničkog stvaranja, vidljivo dolazi do izražaja u basni, koja je u cjelini jedna alegorija.
Ostali primjeri: brod luđaka i dr.